# Roman Vartolomeu
Roman Vartolomeu (* 9. Mai 1950) ist ein ehemaliger rumänischer Kanute.

## Erfolge
Roman Vartolomeu nahm im Vierer-Kajak an den Olympischen Spielen 1972 in München teil. Er ging dabei mit Aurel Vernescu, Mihai Zafiu und Atanasie Sciotnic auf der 1000-Meter-Strecke an den Start und schaffte mit ihnen dank zweier Siege im Vor- und im Halbfinallauf den Einzug ins Finale. In diesem überquerten sie nach 3:15,07 Minuten hinter der siegreichen Mannschaft aus der Sowjetunion und vor den Norwegern als Zweite die Ziellinie und erhielten somit die Silbermedaille.
Ein Jahr darauf gewann Vartolomeu bei den Weltmeisterschaften in Tampere mit der 4-mal-500-Meter-Staffel die Bronzemedaille.